# Zerstörung Warschaus

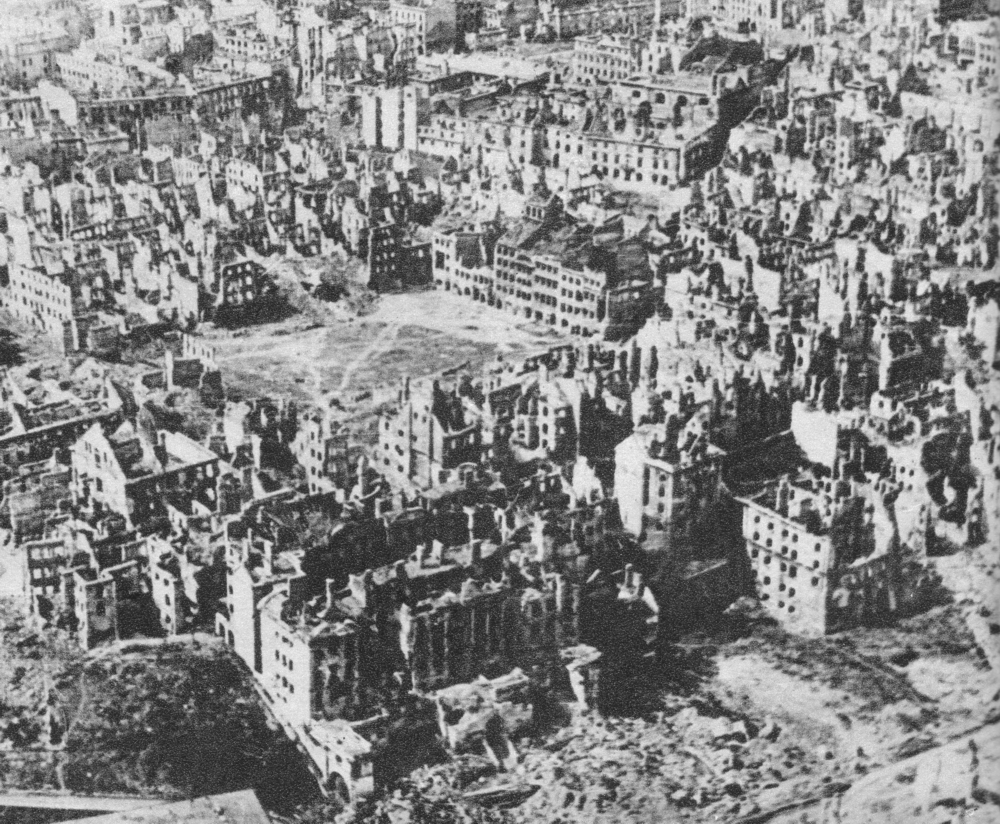
Das zerstörte Warschau im Januar 1945

Die planmäßig durchgeführte Zerstörung der westlichen Stadtteile Warschaus durch die deutschen Besatzungstruppen geschah im Herbst 1944. Vorangegangen war die Niederschlagung des Warschauer Aufstandes. Im Rahmen des Aufstandes war es zu schweren Häuserkämpfen zwischen deutschen Einheiten und bewaffneten Formationen der Polnischen Heimatarmee in den westlich der Weichsel gelegenen Stadtgebieten Warschaus gekommen. Die östlichen Stadtteile Warschaus waren bereits unter der militärischen Kontrolle der sowjetischen Roten Armee. Die Weichsel bildete zu diesem Zeitpunkt die Frontlinie zwischen den Kampfverbänden der deutschen Wehrmacht und denen der Roten Armee.

## Großflächige Abriss- und Umbaupläne bei Kriegsbeginn
Nach dem sogenannten „Pabst-Plan“ sollte Warschau in eine deutsche Provinzstadt verwandelt werden. Unter anderem waren der Abriss ganzer Häuserblöcke mit dem Ziel der Schaffung großer Straßenachsen geplant, ähnlich wie bei den Germania-Konzeptionen für die deutsche Hauptstadt Berlin.

## Nachwirkungen des Warschauer Aufstandes

### Deportation von Zivilisten
1944 wurde in Pruszków ein großes Durchgangslager in den Bahn-Ausbesserungswerken (Zakłady Naprawcze Taboru Kolejowego) errichtet, um die Evakuierten, die von den Nationalsozialisten aus Warschau deportiert wurden, unterzubringen. Im Laufe des Warschauer Aufstandes verbrachten die Deutschen schätzungsweise 555.000 der Stadtbewohner und 100.000 Zivilisten aus dem Umfeld in dieses Durchgangslager 121 (kurz: DuLag 121). Der SD und die SS trennten die Deportierten und legten ihr Schicksal fest. Schätzungsweise 650.000 Menschen passierten von August bis September das DuLag 121. Vermutlich 55.000 wurden in Konzentrationslager geschickt, davon 13.000 nach Auschwitz. Zu diesen gehörten Menschen verschiedenster sozialer Schichten und Berufe (Regierungsvertreter, Wissenschaftler, Künstler, Ärzte, Kaufleute und Arbeiter), in unterschiedlichstem körperlichen Zustand (Verletzte, Kranke, Behinderte und schwangere Frauen) und aus allen Altersgruppen, von wenige Wochen alten Säuglingen bis hin zu alten Menschen von 86 und mehr Jahren. In einigen Fällen handelte es sich dabei auch um Menschen unterschiedlichen ethnischen Hintergrunds, einschließlich Juden, die mit „Ariernachweis“ lebten.
Einige Menschen versteckten sich in der ausgestorbenen Stadt. Man nannte sie „Robinsons“ (nach Robinson Crusoe) oder „Höhlenmenschen“. Die Deutschen nannten sie vor allem „Ratten“ und ermordeten sie, wenn sie in den Ruinen der Stadt gefunden wurden. Der bekannteste dieser „Robinsons“ war Władysław Szpilman (Protagonist des Films Der Pianist). Seine Memoiren wurden von Chaim Itsl Goldstein unter dem Titel The Bunker veröffentlicht.

### Plünderung und Zerstörung von Gebäuden

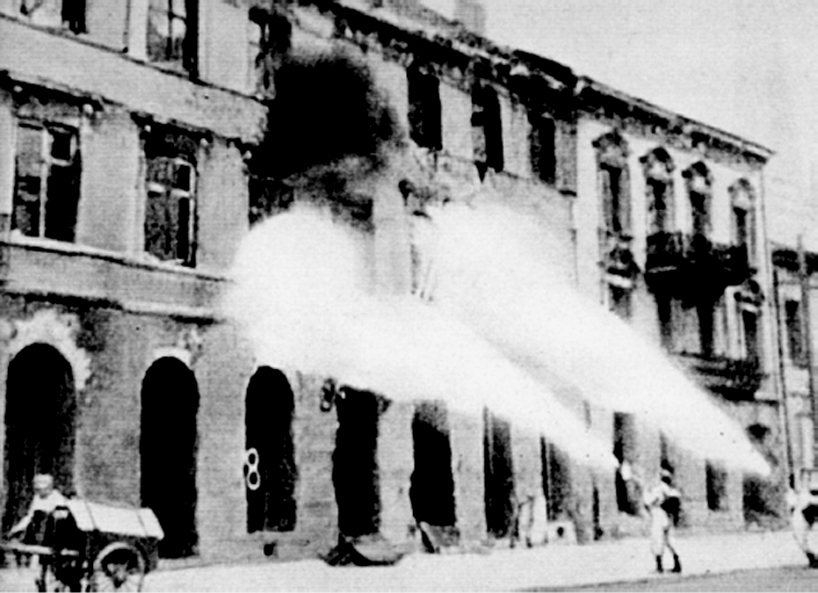
Deutscher Flammenwerfertrupp in Warschau

Nachdem die übrig gebliebene Bevölkerung geflohen oder deportiert worden war, begannen Verbände der Wehrmacht mit der systematischen Zerstörung der Überreste der westlichen Stadtteile. Pioniereinheiten der Wehrmacht wurden durch die Stadt gesandt, um die dort nach den Kampfhandlungen noch stehenden Gebäude niederzubrennen und abzureißen. Nach unterschiedlichen Planungsansätzen sollte Warschau nach einem hypothetischen deutschen Sieg im Zweiten Weltkrieg in ein militärisches Zwischenlager oder einen See umgewandelt werden. Die Abrisstruppen verwendeten Flammenwerfer und Sprengsätze, um kontinuierlich Haus für Haus zu zerstören. Besondere Aufmerksamkeit schenkten sie historischen Monumenten, polnischen Nationalarchiven und Orten besonderen Interesses.
Am 4. September 1944 wurden die Reste des Königsschlosses zerstört. Im Oktober erfolgte die Brandschatzung der polnischen Nationalbibliothek, wodurch ein großer Verlust an historischen Manuskripten entstand. Am 18. Dezember wurde das Brühlsche Palais und am 27. Dezember das Sächsische Palais vernichtet. Der Łazienki-Palast brannte im Dezember mit rund 1000 Löchern in seinen Wänden, die Konstruktion hielt dennoch stand. Die Zerstörungen wurden von Alfred Mensebach und einer Reihe von Kamerateams dokumentiert.

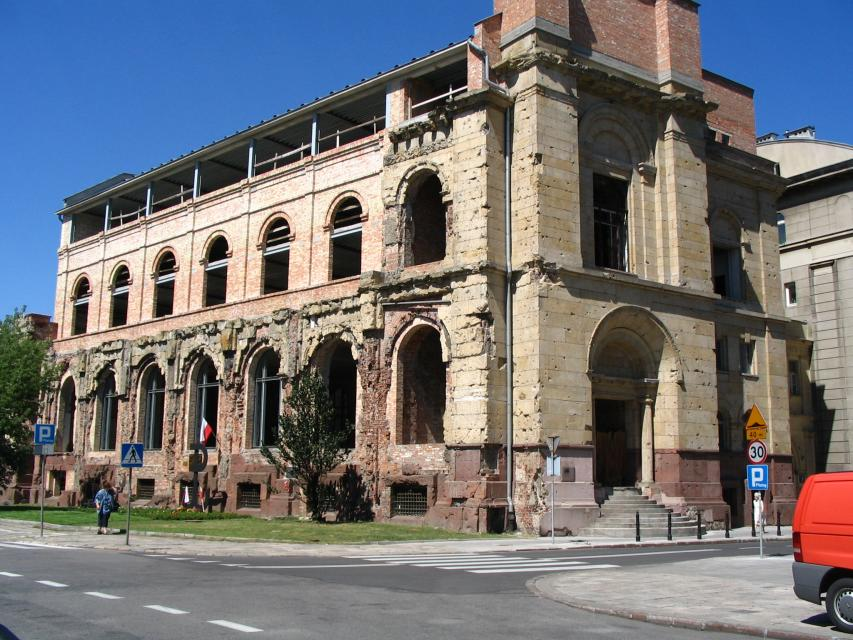
Die Bank Polski zeigte 2004 immer noch die Narben des Aufstandes. Die helleren Steine wurden beim Wiederaufbau des Gebäudes 2003 eingefügt.

Im Januar 1945 waren rund 85 % der Gebäude zerstört, 10 % als Folge des Überfalls auf Polen von 1939 und anderer Kampfhandlungen, 15 % als Folge des Aufstandes im Warschauer Ghetto, 25 % nach dem Warschauer Aufstand und 35 % infolge systematischer deutscher Zerstörungsaktionen nach dem Aufstand.
Im Rahmen der Großoffensive der Roten Armee im Januar 1945 nahm diese auch das gesamte Stadtgebiet von Warschau ein; damit waren sämtliche weiteren deutschen Planungen hinfällig geworden.
Die Verluste werden auf 10.455 Gebäude, 923 historische Gebäude (94 %), 25 Kirchen, 14 Büchereien einschließlich der Nationalbibliothek, 81 Grundschulen, 64 Sekundarschulen sowie die Universität Warschau, die Technische Universität Warschau und die meisten der historischen Denkmäler geschätzt. Fast eine Million Einwohner verloren ihren gesamten Besitz.
In der Nachkriegszeit wurde die Stadt Warschau wieder aufgebaut, wobei die Altstadt rekonstruiert und die Neustadt weitgehend in ihrem früheren Zustand wiederhergestellt wurde. Die Zerstörungen waren so schwerwiegend, dass beim Wiederaufbau der historischen Altstadt Warschaus ein detaillierter Stadtplan, der vor den Teilungen Polens im 18. Jahrhundert von der Regierung in Auftrag gegeben und von den italienischen Künstlern Marcello Bacciarelli und Bernardo Bellotto, die dort auch eine Kunstschule betrieben, gezeichnet worden war, als Modell für das Wiederherstellen der meisten Gebäude verwendet werden musste.
Die exakten Verluste von privatem und öffentlichem Eigentum, wie beispielsweise Kunstwerke, kulturelle und wissenschaftliche Errungenschaften, sind unbekannt. Studien der späten 1940er Jahre schätzen den Schaden auf etwa 30 Milliarden US-Dollar. 2004 richtete der damalige Bürgermeister Warschaus, Lech Kaczyński, eine historische Kommission ein, die die Schäden am öffentlichen Eigentum schätzen sollte, die der Stadt allein von den deutschen Behörden zugefügt worden waren. Sie schätzte den Schaden auf mindestens 31,5 Milliarden US-Dollar. Später wurden diese Schätzungen auf 45 Milliarden (2005) und 54,6 Milliarden US-Dollar (beim Wechselkurs von 2004) erhöht.